# Chacabuco (Argentina)

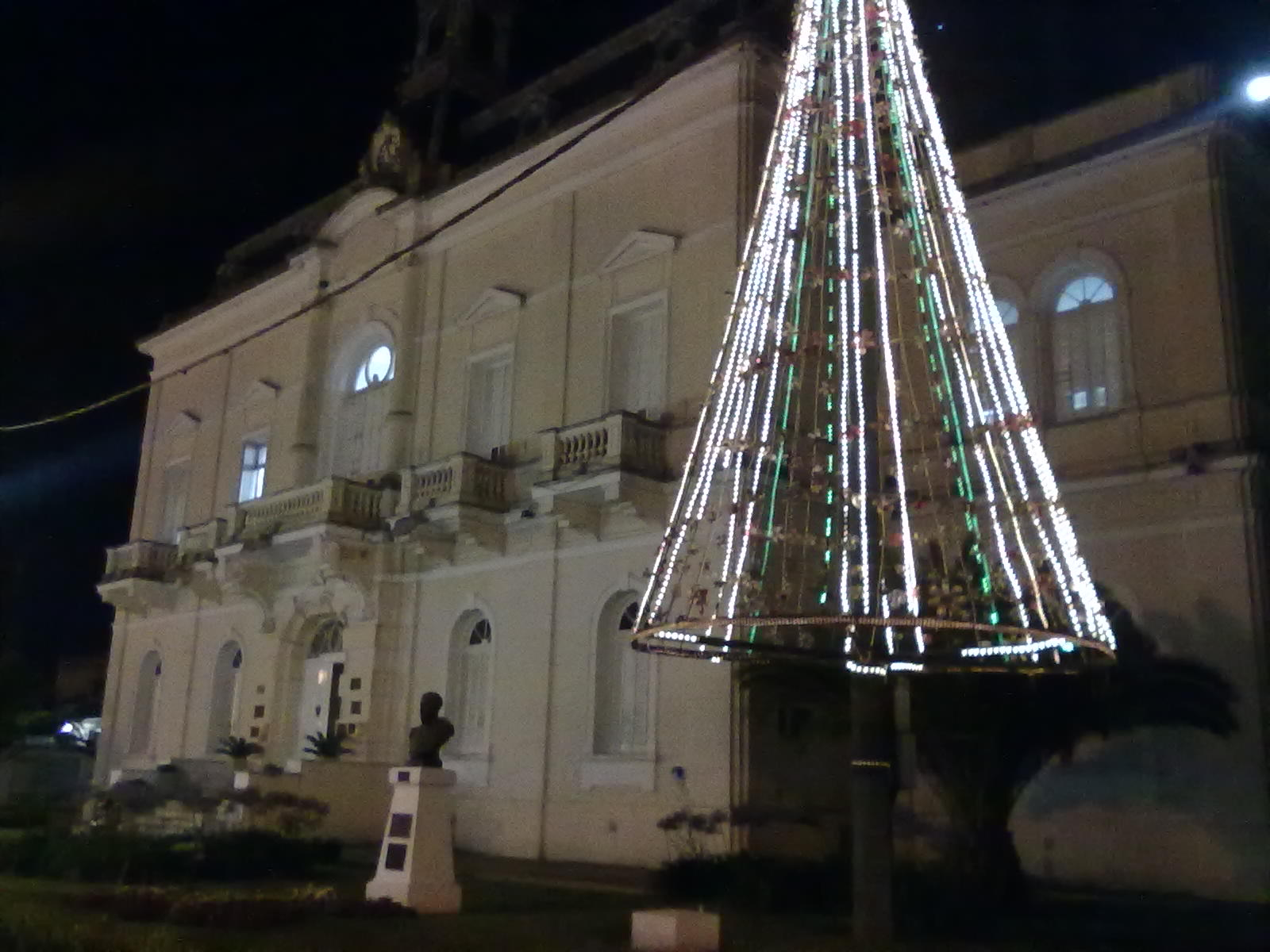
Vista noturna de Chacabuco, província de Buenos Aires, Argentina

Chacabuco é uma localidade do partido de Chacabuco, da Província de Buenos Aires, na Argentina. Possui uma população estimada em 34.958 habitantes (INDEC 2001).